# 宣大总督
宣大總督，正式官銜為總督宣大山西等處軍務兼理糧餉，是明清時期重要的封疆大臣之一，總管宣府巡抚、大同巡抚、山西巡抚的軍民政務。

## 沿革
- 明景泰二年（1451年），置總理宣府巡抚、大同巡抚軍務，兼理糧餉[1]，後罷免。
- 成化二十年，恢復設置，增加轄區山西雁門關、偏頭關、寧武關等地。
- 成化二十一年，罷。
- 弘治十一年，恢復設置，轄區同成化二十年。
- 弘治十五年，罷。
- 弘治十八年，恢復設置，轄區同上。
- 正德二年，再罷。
- 正德三年，恢復設置，轄區同弘治十八年，增設延綏巡撫之地。
- 正德四年，因三邊總督恢復，延綏巡撫之地改屬三邊。
- 嘉靖三年，罷。
- 嘉靖六年，恢復設置，增山西保德州等地，後罷免。
- 嘉靖四年，恢復設置，轄區同嘉靖六年。
- 嘉靖十二年，增加轄區紫荊關。
- 嘉靖十三年，罷。
- 嘉靖十五年，因邊疆有警恢復建制，去紫荊關。
- 嘉靖十七年，罷。
- 嘉靖二十年，恢復設置。
- 嘉靖二十一年六月，罷，七月恢復設置，此後常設。增加山東巡撫、河南巡撫之地。
- 嘉靖二十三年，因分建河南山東總督，原山東、河南兩地別屬。
- 嘉靖二十九年（1550年），不再兼轄偏關、保定二鎮，改轄山西[2]，轄區包括宣府巡撫、大同巡撫、山西巡撫三地，此後不變。
- 嘉靖三十八年（1559年），駐宣府。
- 嘉靖四十三年（1564年），移駐懷來。
- 隆慶四年（1570年），移駐陽和[3]。
- 清順治十五年（1658年）裁撤。

## 歷任總督
| 序次 | 姓名   | 籍贯/旗籍                       | 任职时间                         | 卸职时间                         | 卸職原因/备注              |
| 明朝 |        |                                 |                                  |                                  |                            |
| 1    | 樊继祖 | 山东郓城                        | 嘉靖二十年七月丁酉               | 嘉靖二十一年二月庚午             | 治山西失事，免             |
| 2    | 翟鹏   | 山东武定州 北直隶抚宁卫籍       | 嘉靖二十一年三月壬午             | 嘉靖二十一年五月庚子             | 抗命怠事，革职闲住         |
| 3    | 翟鹏   | 山东武定州 北直隶抚宁卫籍       | 嘉靖二十一年六月乙卯年           | 嘉靖二十三年十月乙酉             | 逮                         |
| 4    | 张汉   | 湖广钟祥                        | 嘉靖二十三年十月乙酉             | 嘉靖二十三年十二月壬午           | 改专督畿辅、河南、山东诸军 |
| 5    | 翁万达 | 广东揭阳                        | 嘉靖二十三年十二月壬午           | 嘉靖二十八年五月甲戌             | 入为兵部尚书               |
| 6    | 郭宗皐 | 山东福山                        | 嘉靖二十八年五月戊寅             | 嘉靖二十九年六月乙丑             | 谪戍边                     |
| 7    | 苏祐   | 山东濮州                        | 嘉靖二十九年闰六月丙子           | 嘉靖三十三年九月丁酉             | 夺职                       |
| 8    | 贾应春 | 北直隶真定                      | 嘉靖三十三年四月癸巳             | 嘉靖三十三年五月壬子             | 改督陕西                   |
| 9    | 许论   | 河南灵宝                        | 嘉靖三十三年五月壬子             | 嘉靖三十五年正月乙亥             | 入为兵部尚书               |
| 10   | 江东   | 山东朝城                        | 嘉靖三十五年正月戊寅             | 嘉靖三十六年三月辛未             | 入为兵部右侍郎             |
| 11   | 杨顺   | 山东德州左卫                    | 嘉靖三十六年三月辛未             | 嘉靖三十七年三月丙辰             | 逮                         |
| 12   | 江东   | 山东朝城                        | 嘉靖三十七年三月丙辰             | 嘉靖三十七年三月丁卯             | 还部                       |
| 13   | 杨博   | 山西蒲州                        | 嘉靖三十七年三月丁卯             | 嘉靖三十八年五月辛巳             | 改督蓟辽                   |
| 14   | 张松   | 河南洛阳匠籍                    | 嘉靖三十八年五月甲申             | 嘉靖三十九年四月己亥             | 罢                         |
| 15   | 葛缙   | 山东昌邑民籍                    | 嘉靖三十九年四月己亥             | 嘉靖三十九年十月戊午             | 入为兵部左侍郎             |
| 16   | 李文进 | 四川巴县                        | 嘉靖三十九年十一月癸亥           | 嘉靖四十一年三月己亥             | 卒                         |
| 17   | 江东   | 山东朝城                        | 嘉靖四十一年四月甲寅             | 嘉靖四十四年九月戊午             | 卒                         |
| 18   | 赵炳然 | 四川剑州                        | 嘉靖四十四年十月壬寅             | 嘉靖四十五年闰十月己丑           | 入为兵部尚书               |
| 19   | 王之誥 | 湖广石首                        | 嘉靖四十五年闰十月辛丑           | 隆庆元年十月庚戌                 | 回籍                       |
| 20   | 陈其学 | 山东登州卫                      | 隆庆元年十一月丙辰               | 隆庆四年正月甲申                 | 回籍                       |
| 21   | 王崇古 | 山西蒲州                        | 隆庆四年正月丁亥                 | 万历元年九月丙申                 | 入为兵部尚书协理戎政       |
| 22   | 方逢时 | 湖广嘉鱼                        | 万历元年九月己亥                 | 万历五年四月乙亥                 | 入协理戎政                 |
| 23   | 吴兑   | 浙江山阴军籍                    | 万历五年四月乙亥                 | 万历七年八月辛丑                 | 入为吏部左侍郎             |
| 24   | 郑洛   | 北直隶安肃民籍                  | 万历七年八月丁酉                 | 万历十七年三月己巳               | 入协理戎政                 |
| 25   | 萧大亨 | 山东泰安州民籍                  | 万历十七年三月壬申               | 万历二十三年五月丁丑             | 入为刑部尚书               |
| 26   | 王世扬 | 北直隶广平民籍                  | 万历二十三年五月甲申             | 万历二十六年三月己亥             | 入协理戎政                 |
| 27   | 梅国桢 | 湖广麻城民籍                    | 万历二十六年四月戊寅             | 万历二十九年三月癸丑             | 卒                         |
| 28   | 杨时宁 | 河南祥符民籍                    | 万历二十九年三月癸丑             | 万历三十三年二月辛亥             | 致仕                       |
| 29   | 郑汝璧 | 浙江缙云军籍                    | 万历三十三年十二月乙卯           | 万历三十五年二月戊申             | 病休                       |
| 30   | 马鸣銮 | 四川内江民籍                    | 万历三十五年三月丁卯             | 万历三十八年八月丙申             | 卒                         |
| 31   | 宗濬   | 江西南昌民籍                    | 万历三十九年二月辛未             | 万历四十二年八月丙午             | 召为兵部尚书，不赴         |
| 32   | 吴崇礼 | 山东宁阳                        | 万历四十二年九月癸亥             | 万历四十七年                     | 丁继母忧                   |
| 33   | 崔景荣 | 北直隶长垣民籍                  | 万历四十七年九月丁酉             | 泰昌元年十月乙丑                 | 入为兵部尚书               |
| 34   | 董汉儒 | 北直隶开州民籍                  | 泰昌元年十月辛未                 | 天启二年八月己亥                 | 入协理戎政                 |
| 35   | 王国祯 | 陕西咸宁民籍                    | 天启二年九月乙未                 | 天启四年                         | 削夺                       |
| 36   | ？？？ |                                 |                                  |                                  |                            |
| 37   | 冯嘉会 | 北直隶河间民籍                  | 天启四年三月甲子                 | 天启六年正月                     | 入协理戎政                 |
| 38   | 张朴   | 四川阆中 四川保宁守禦千户所军籍 | 天启六年正月                     | 天启七年四月                     | 改南京户部尚书             |
| 39   | 张晓   | 山东益都民籍                    | 天启七年五月壬午                 | 崇祯元年七月                     | 回籍                       |
| 40   | 王象乾 | 山东新城匠籍                    | 崇祯元年八月                     | 崇祯二年九月癸卯                 | 致仕                       |
| 41   | 魏云中 | 山西武乡军籍                    | 崇祯二年九月戊申                 | 崇祯四年春                       | 罢                         |
| 42   | 张宗衡 | 山东临清民籍                    | 崇祯四年三月戊戌                 | 崇祯七年九月                     | 革职戍边                   |
| 43   | 杨嗣昌 | 湖广武陵军籍                    | 崇祯七年九月庚午                 | 崇祯八年冬                       | 丁父忧                     |
| 44   | 梁廷栋 | 河南鄢陵军籍                    | 崇祯八年十一月戊申               | 崇祯九年九月辛酉                 | 免                         |
| 45   | 盧象昇 | 南直隶宜興民籍                  | 崇禎九年九月癸亥                 | 崇禎十一年五月癸酉               | 丁外艰                     |
| 46   | 陈新甲 | 四川长寿                        | 崇祯十一年六月癸巳               | 崇祯十二年                       | 入为兵部尚书               |
| 47   | 张福臻 | 山东高密                        | 崇祯十三年正月己卯               | 崇崇祯十四年九月                 | 改督蓟辽                   |
| 48   | 江禹绪 | 南直隶歙县 河南杞县籍           | 崇祯十四年                       | 崇祯十五年                       | 削职                       |
| 49   | 孫晉   | 南直隶桐城民籍                  | 崇祯十五年十二月戊子             | 崇祯十六年十二月己巳             | 病罢，回籍                 |
| 50   | 王继谟 | 陕西府谷                        | 崇祯十六年十二月丁卯             | 崇祯十七年                       | 被俘身亡                   |
| 清朝 |        |                                 |                                  |                                  |                            |
| 1    | 吳孳昌 | 河南固始                        | 順治元年七月壬辰 1644年8月8日    | 順治二年二月癸亥 1645年3月7日    | 革職                       |
| 2    | 李鑑   | 四川安縣                        | 順治二年二月己未 1645年3月3日    | 順治二年九月壬申 1645年11月11日  | 降為寧夏巡撫               |
| 3    | 馬國柱 | 漢軍正白旗                      | 順治二年十月癸未 1645年11月22日  | 順治四年七月戊午 1647年8月19日   | 改江南江西河南總督         |
| 4    | 申朝紀 | 漢軍鑲藍旗                      | 順治四年七月癸丑 1647年8月14日   | 順治五年三月丙午 1648年4月3日    | 去世                       |
| 5    | 耿焞   | 遼東都指揮使司                  | 順治五年三月辛酉 1648年4月18日   | 順治五年十二月乙卯 1649年2月6日  | 革職                       |
| 6    | 佟養量 | 漢軍正藍旗                      | 順治五年十二月丁巳 1649年2月8日  | 順治八年九月己丑 1651年10月28日  | 以不通文義解職             |
| 7    | 佟養量 | 漢軍正藍旗                      | 順治八年十月壬戌 1651年11月30日  | 順治十一年二月庚午 1654年3月27日 | 解職                       |
| 8    | 馬鳴佩 | 漢軍鑲紅旗                      | 順治十一年二月壬午 1654年4月8日  | 順治十一年十月 1654年            | 改江南江西總督             |
| 9    | 馬之先 | 漢軍鑲藍旗                      | 順治十一年十月 1654年            | 順治十三年三月癸巳 1656年4月8日  | 改川陝三邊總督             |
| 10   | 張懸錫 |                                 | 順治十三年五月己亥 1656年6月13日 | 順治十四年正月乙卯 1657年2月24日 | 改直隸總督                 |
| 11   | 盧崇峻 | 漢軍鑲黃旗                      | 順治十四年正月庚申 1657年3月1日  | 順治十五年七月己亥 1658年8月2日  | 裁缺                       |

附：康熙初年山西总督
1. 祖泽溥（1661年）
2. 赵国祚（1661年—1662年）
3. 白秉贞（1662年—1665年）

### 引用
1. ↑  《明史》（卷73）：“總督宣大、山西等處軍務兼理糧餉一員。正統元年，始遣僉都御史巡撫宣大。景泰二年，宣府、大同各設巡撫，遣尚書石璞總理軍務。成化、弘治年間，有警則遣。正德八年設總制。”
2. ↑  《明史》（卷73）：“嘉靖初，兼轄偏、保。二十九年，去偏、保，定設總督宣大、山西等處銜。”
3. ↑  《明史》（卷73）：“三十八年令防秋日駐宣府。四十三年，移駐懷來。隆慶四年，移駐陽和。”